# Định lý Fenchel–Moreau

Một hàm không có tính nửa dưới liên tục. Theo định lý Fenchel–Moreau, hàm này không bằng với hàm song liên hợp của nó.

Trong giải tích lồi, định lý Fenchel–Moreau (theo tên của Werner Fenchel và Jean Jacques Moreau) phát biểu điều kiện cần và đủ để một hàm {\displaystyle f} bằng với hàm song liên hợp {\displaystyle f^{**}} của nó. Kết quả này trái ngược với tính chất chung rằng {\displaystyle f^{**}\leq f}. Định lý Fenchel–Moreau được ứng dụng trong lý thuyết đối ngẫu để chứng minh tính đối ngẫu mạnh (thông qua hàm nhiễu).

## Phát biểu
Cho {\displaystyle (X,\tau )} là một không gian lồi địa phương Hausdorff. Với hàm {\displaystyle f:X\to \mathbb {R} \cup \{\pm \infty \}} lấy giá trị trên trục số thực mở rộng, thì {\displaystyle f=f^{**}} khi và chỉ khi một trong các điều kiện sau được thỏa mãn:
1. {\displaystyle f} lồi, chính thường và nửa liên tục dưới;
2. {\displaystyle f\equiv +\infty }, hoặc
3. {\displaystyle f\equiv -\infty }.[1][3][4][5]